# Johannes Nepomuk

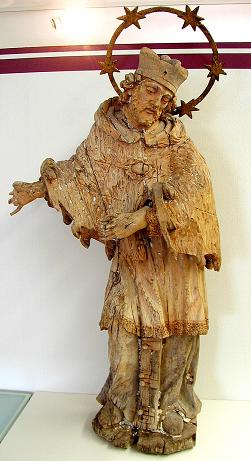
St. Nepomuk, Statue aus dem 18. Jahrhundert. Als einziger Heiliger neben Maria wird er mit Sternenkranz dargestellt.

Johannes (von) Nepomuk oder Johannes von Pomuk (lateinisch Joannes de Pomuk, tschechisch Jan Nepomucký oder Jan z Pomuku, * um 1350 in Pomuk, Pilsner Kreis; † 20. März 1393 in Prag) war ein böhmischer Priester und Märtyrer. Er wurde 1729 von Papst Benedikt XIII. heiliggesprochen. Die Jesuiten erhoben ihn 1732 zu ihrem zweiten Ordenspatron. Nepomuk gilt als Brückenheiliger und Patron des Beichtgeheimnisses.

## Leben

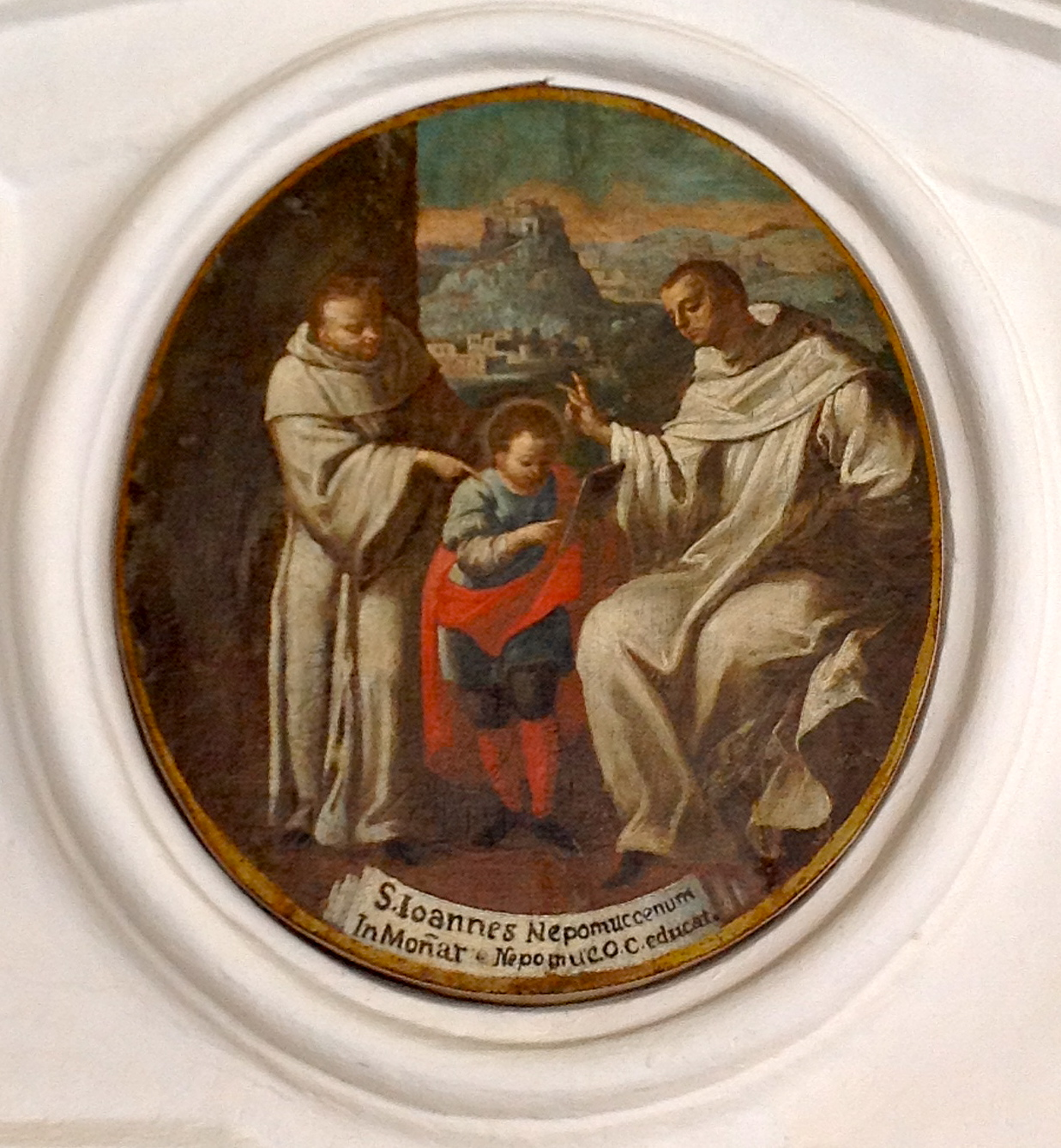
Nepomuk als Schüler bei den Zisterziensern (Fresko aus dem 18. Jh. im Stift Rein, Steiermark)

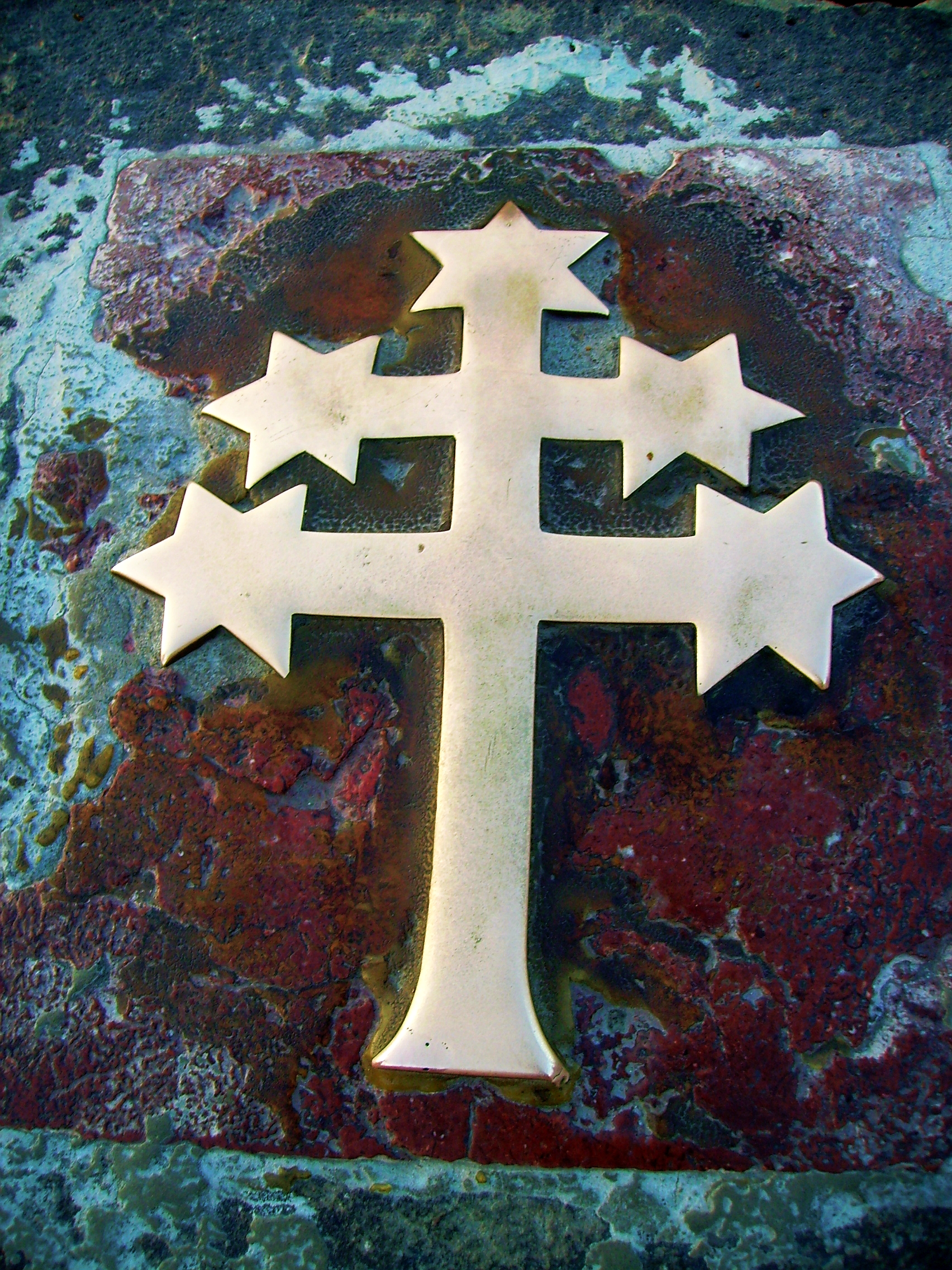
Denkmal der Ertränkung Johannes Nepomuks auf der Karlsbrücke

Johannes Nepomuk wurde als Johannes Welflin oder Wolfflin im westböhmischen Pomuk (seit 1918 Nepomuk) geboren und entstammte vermutlich einer deutsch-böhmischen Familie. Pomuk gehörte zur Grundherrschaft des gleichnamigen Stifts der Zisterzienser. Sein Vater Welflin ist möglicherweise identisch mit dem 1355 bis 1367 in Pomuk wirkenden Ortsrichter. Johannes gehörte als Familiare (domesticus commensalis) zum Gefolge des Erzbischofs von Prag und ist seit 1369 als Notar, Protonotar und Sekretär (notarius, prothonotarius cancellarie) in der Kanzlei des Erzbistums belegt. 1370 wird er erstmals als Kleriker genannt. Mit seiner Priesterweihe im Jahre 1380 übernahm er den Titel eines Altarpriesters bei den Heiligen Erhard und Ottilie in der Veitskirche und erhielt die gut dotierte Pfarrstelle an der Galluskirche. Er studierte zunächst an der Juristenuniversität von Prag, wo er nach dem Zeugnis eines Kommilitonen bei Deutschen und Tschechen gleichermaßen beliebt war, und setzte sein Studium nach dem juristischen Examen (1381 Bacc. iur.) an der Universität Padua fort, wo er 1386 als Rektor der transmontanen Studentenschaft genannt wird und 1387 das Doktorat des Kirchenrechts (Dr. iur. can.) erlangte. Nach der Rückkehr aus Padua tauschte er ein Kanonikat an der Ägidiuskirche in Prag gegen einen Platz im renommierten Vyšehrader Kollegiatkapitel, dessen Anwalt er 1389 wurde. Im September desselben Jahres ernannte ihn der Prager Erzbischof Johann von Jenstein (Jenštejn) oder Jenzenstein (a. 1378–1396) zu einem seiner beiden Generalvikare neben Nikolaus Puchník von Černice. 1390 tauschte Johannes seine Pfarrpfründe mit dem Titel eines Erzdiakons von Saaz.
In der Zeit des Großen Abendländischen Schismas kam es zu machtpolitischen Auseinandersetzungen zwischen König Wenzel IV. und seinem früheren Kanzler, dem Erzbischof Johannes Jenstein von Prag. Dabei ging es um die Abgrenzung der weltlichen und kirchlichen Machtbereiche in dem früheren Missionsgebiet Böhmen, besonders die Übertragung hoher kirchlicher Ämter und Privilegien und die Ernennung von Bischöfen. In dem jahrelangen Zwist wurde 1392 ein Günstling König Wenzels in einem Verfahren exkommuniziert, dem Johannes von Nepomuk als Vertreter des Erzbischofs vorsaß. Im gleichen Jahr übergab der Erzbischof eine Beschwerdeschrift an König Wenzel, mit der er eine Klärung der kirchenrechtlichen Verhältnisse erreichen wollte und sich gegen die Unterdrückung der Kirche und des Klerus wandte. Der König verweigerte eine Antwort und beabsichtigte, den kirchlichen und wirtschaftlichen Einfluss des Erzbischofs zu schmälern. Zu diesem Zweck plante er, das Gebiet des Erzbistums Prag durch Errichtung eines westböhmischen Bistums Kladrau zu verkleinern. Zur Dotation dieses Bistums sah er das reiche Benediktinerkloster Kladrau vor, dem 87 Dörfer unterstanden. Nach dem Tode des Kladrauer Abtes Racek sollte eigentlich der königliche Kandidat Wenzel Gerard von Burenitz zu dessen Nachfolger und gleichzeitig zum ersten Bischof des neu zu errichtenden Bistums Kladrau ernannt werden. Doch die Mönche wählten am 7. März 1393 ihren Mitbruder Olen (auch Odilo und Odelenes genannt) zum Abt. Nach Vorlage des Wahlbriefs bestätigte der erzbischöfliche Generalvikar Johannes von Pomuk am 10. März 1393 auf Weisung des Erzbischofs diese Wahl sehr zügig innerhalb von drei Tagen. Der König konnte auf Grund seiner Abwesenheit – er befand sich gerade auf der Burg Křivoklát – die Einspruchsfrist nicht einhalten.
Im weiteren Verlauf der Auseinandersetzung wurde Johannes von Pomuk zusammen mit anderen erzbischöflichen Beamten verhaftet und gefoltert, während dem Erzbischof selbst die Flucht gelang. Als ranghöchster, seiner Herkunft nach aber unbedeutendster Bischofsvertreter wurde Johannes von Nepomuk schließlich von der Karlsbrücke in die Moldau gestürzt und ertränkt. Ertränken war im Mittelalter für Geistliche die übliche Todesstrafe. Die Leiche des im Wasser Treibenden soll der Legende nach von fünf Flammen bzw. „hell glänzenden Wunderzeichen“ umsäumt gewesen sein, weswegen Johannes Nepomuk oft mit fünf Sternen um sein Haupt abgebildet wird. Nach einer anderen Legende trocknete die Moldau aus, und der Leib des Toten konnte auf diese Weise aufgefunden werden. Tatsächlich wurde der ans Ufer gespülte Leichnam zuerst in der Heilig-Kreuz-Kirche bestattet. 1396 ließ ihn der Nachfolger des Erzbischofs, dessen Neffe Olbram von Škvorec, in den Prager Veitsdom überführen.
Schon unmittelbar nach der Tat nannte Johann von Jenstein, der bis zu seinem Tod nicht mehr in sein Erzbistum zurückkehrte, den ermordeten Generalvikar in einem (1752 in Prag entdeckten) Beschwerdebrief an Papst Bonifatius IX. einen Märtyrer. Auch in der wenige Jahre später von einem ihm nahestehenden Kleriker verfassten Biographie des Erzbischofs wird Jan Nepomuk als „glorreicher Märtyrer Christi, der viele Wunder veranlasst“ (gloriosum Christi martyrem miraculisque coruscum), bezeichnet. Das Andenken an den getöteten Priester wurde in Prag gepflegt, und schon kurze Zeit später entstanden Legenden und Wunderberichte. Vor allem eine Reihe von Hagiographien aus dem 15. Jahrhundert schmückten die Lebensgeschichte mit unhistorischen Motiven aus.

## Legende und Verehrung

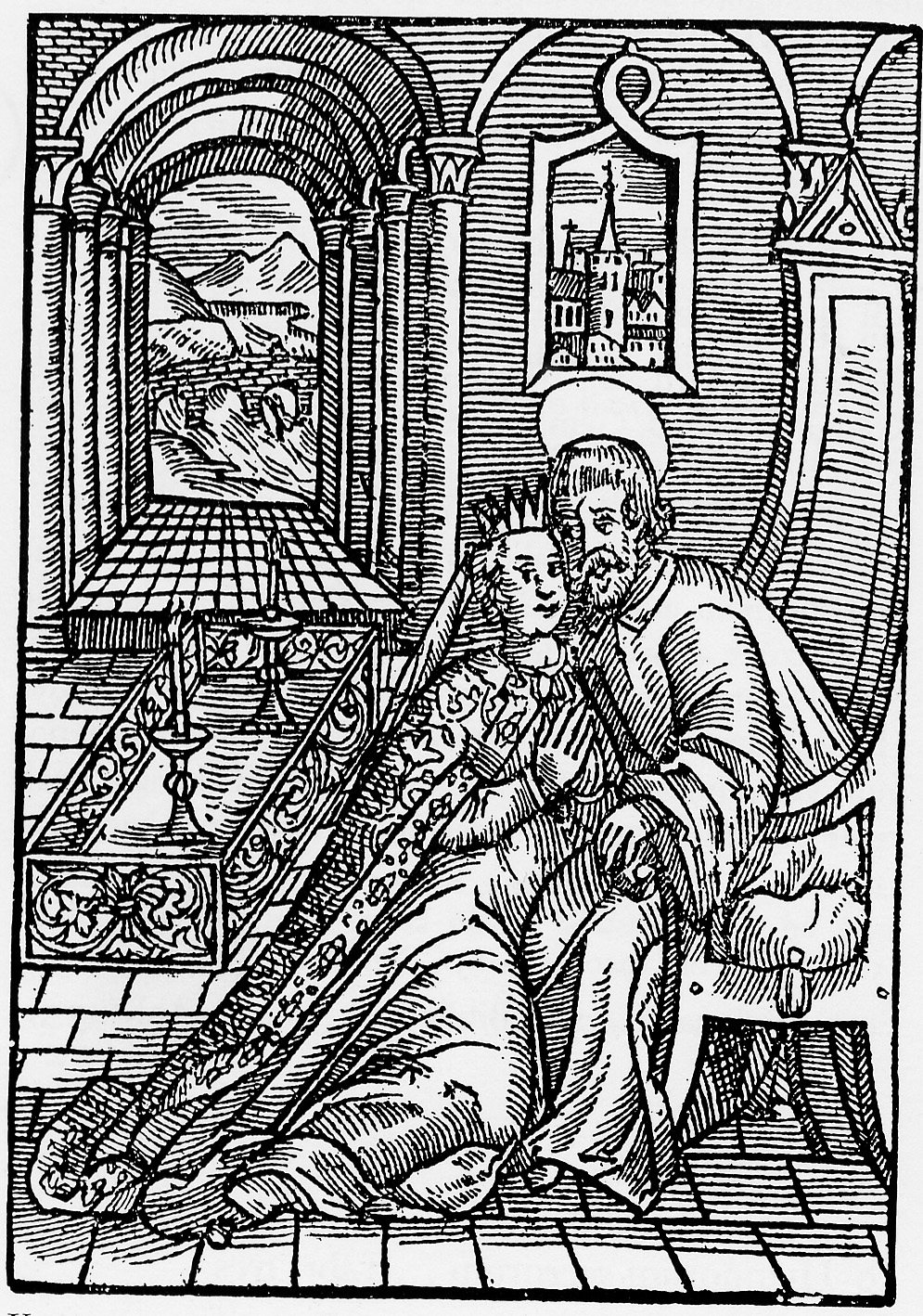
Älteste bekannte Darstellung (1602) – Jan Nepomuk als Beichtvater mit Heiligenschein, wie er der jungen Königin die Beicht abnimmt. Der Blick aus dem Fenster geht auf die Karlsbrücke.

Nach der Legende, die zur späteren Heiligsprechung des Johannes Nepomuk führte, entsprang sein Streit mit dem König nicht dem kirchenpolitischen Konflikt, sondern seiner Weigerung, das Beichtgeheimnis zu brechen. Demnach habe der Priester dem König nicht preisgeben wollen, was dessen von Wenzel der Untreue verdächtigte Frau ihm anvertraut hatte. Deshalb habe Wenzel ihn foltern und anschließend von der Prager Karlsbrücke ins Wasser stürzen lassen. Erstmals ist diese Version der Martyriumsgeschichte in dem um 1450 entstandenen Liber Augustalis („Kaiserchronik“) des Wiener Chronisten Thomas Ebendorfer belegt, der ihre Verbreitung für das Jahr 1433 attestiert.
Zeitweise wurde zwischen zwei Personen gleichen Namens unterschieden und die Legende vom standhaften Beichtvater der Königin einem anderen Jan Nepomuk zugeschrieben als dem historischen Generalvikar Johannes von Pomuk. Diese zuerst von dem böhmischen Chronisten Václav Hájek z Libočan († 1553) vorgenommene Unterscheidung spielte noch im Prozess zur Selig- und Heiligsprechung durch die Kirche im 18. Jahrhundert eine Rolle und man beschränkte die Kanonisation auf die mit der Wahrung des Beichtgeheimnisses in Verbindung gebrachte Gestalt.

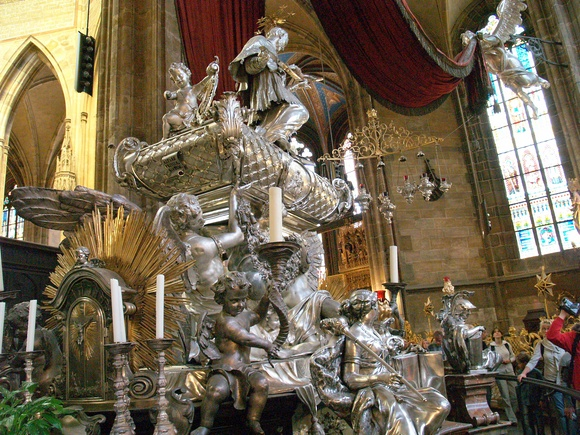
Hochgrab im Veitsdom

Die Verehrung Jan Nepomuks in Böhmen nahm im 16. Jahrhundert zu, erreichte ihre Blüte allerdings erst mit den Rekatholisierungsbemühungen des 17. Jahrhunderts. Sie wurde dabei auch als Gegenkult inszeniert, um die Verehrung des tschechischen Reformators Jan Hus zu verdrängen, der ebenfalls in Prag und beinahe zeitgleich mit Nepomuk als Priester und Theologe gewirkt hatte und tatsächlich Beichtiger der Königin Sophie von Böhmen gewesen war, der zweiten Ehefrau König Wenzels IV. Im Zuge der Gegenreformation nach der Schlacht am Weißen Berg nahmen sich besonders die Jesuiten und der böhmische Adel des Kultes an. Noch im Dreißigjährigen Krieg ließ Graf Jaroslav Bořita von Martinitz in seinem Prager Palais eine Kapelle errichten, die Nepomuk gewidmet war. Der Prager Erzbischof Matthäus Ferdinand Sobek von Bilenberg bemühte sich als Erster um die Heiligsprechung und wurde darin seit den 1670er Jahren auch von Kaiser Leopold I. unterstützt. Der böhmische Jesuit Bohuslav Balbín verfasste 1670 die erste populäre Biografie des Märtyrers, die weitgehend Hájek folgt und in der von politischen Machtkämpfen keine Rede ist. Sie wurde in das Sammelwerk der Bollandisten aufgenommen, was für die weite Bekanntheit der Legende sorgte. Böhmische und mährische Missionare der Jesuiten und Franziskaner brachten die Verehrung auch nach Übersee in ihre Missionen.
Im Rahmen des Kanonisationsprozesses wurde am 15. April 1719 das Grab im Veitsdom untersucht, wobei ein durch äußere Verletzungen gezeichnetes Skelett mit angeblich unverwester Zunge gefunden worden sein soll. Nach der erneuten Graböffnung im Jahre 1972 wird die „unversehrte Zunge“ als mumifizierter Rest von Gehirnmasse gedeutet. Als Postulator fidei wurde das Verfahren von Prospero Lambertini, dem späteren Papst Benedikt XIV. vorangetrieben. Schließlich wurde Johannes Nepomuk vor allem auf der Basis von Balbíns Bericht 1721 von Papst Innozenz XIII. zuerst selig- und am 19. März 1729 von Papst Benedikt XIII. heiliggesprochen. Auf einigen barocken Darstellungen aus den dazwischen liegenden Jahren findet sich daher nur das Attribut beatus (selig) statt sanctus (heilig).
Noch bevor Nepomuk offiziell heiliggesprochen war, entstand ab 1722 im mährischen Saar im Auftrag der dortigen Zisterzienser die architektonisch originelle Johannes-Nepomuk-Wallfahrtskirche des Barockbaumeisters Johann Blasius Santini-Aichl. 1732 erwählten die Jesuiten Jan Nepomuk offiziell zu ihrem zweiten Ordenspatron. In seinem Geburtsort Nepomuk wurde 1734 bis 1737 durch Kilian Ignaz Dientzenhofer die Johannes-Nepomuk-Kirche errichtet. Johannes Nepomuks Begräbnisstätte im Veitsdom wurde im Jahre 1736 vom Wiener Silbermeister Johann Joseph Wirth nach einem Modelletto von Antonio Corradini und nach einer Zeichnung von Joseph Emanuel Fischer von Erlach im Stil des Hochbarocks neu gestaltet und 1748 mit Statuen der vier Kardinaltugenden ergänzt. Das kunsthistorisch bemerkenswerte Hochgrab des Heiligen besteht aus 1,68 Tonnen Silber.
In der Folge erlangte der heilige Nepomuk eine große Popularität bei allen Bevölkerungsschichten und drängte im 18. Jahrhundert den böhmischen Nationalheiligen Wenzel in den Hintergrund. Auch in den anderen Ländern der Habsburgermonarchie entstand ein reger Nepomukkult, der neben den österreichischen Ländern, darunter damals auch Schlesien, bis nach Pavia, ins Banat und die österreichische Walachei reichte. Als Nothelfer, besonders gegen Wasser- und Reisegefahren, ersetzte er in diesen Gebieten vielfach die vorher populären Heiligen Nikolaus, Christophorus oder Zenon von Verona. Obwohl nicht offiziell als solcher installiert, kann Nepomuk für die Zeit des Barock als „Staatsheiliger“ des gesamten Habsburgerreiches gelten.
Beginnend bereits in den 1720er Jahren, noch vor der Heiligsprechung, verbreitete sich die Verehrung von San Juan Nepomuceno im außereuropäischen Raum besonders stark in Mexiko, dem damaligen Vizekönigreich Neuspanien. 1743 nahm die Königliche Universität von Mexiko, die älteste Universität Amerikas, Johannes Nepomuk als ihren Hauptpatron an, zahlreiche Kirchen und Einrichtungen tragen das Patrozinium trotz der revolutionären Umbrüche des 19. und 20. Jahrhunderts bis heute. In Jalapa, einem Ort in der Gemeinde Cuautepec an der pazifischen Costa Chica im mexikanischen Bundesstaat Guerrero, wird er als Ortspatron mit regional beachteten traditionellen Reiterprozessionen, Umzügen und Tänzen geehrt.

### Festtag

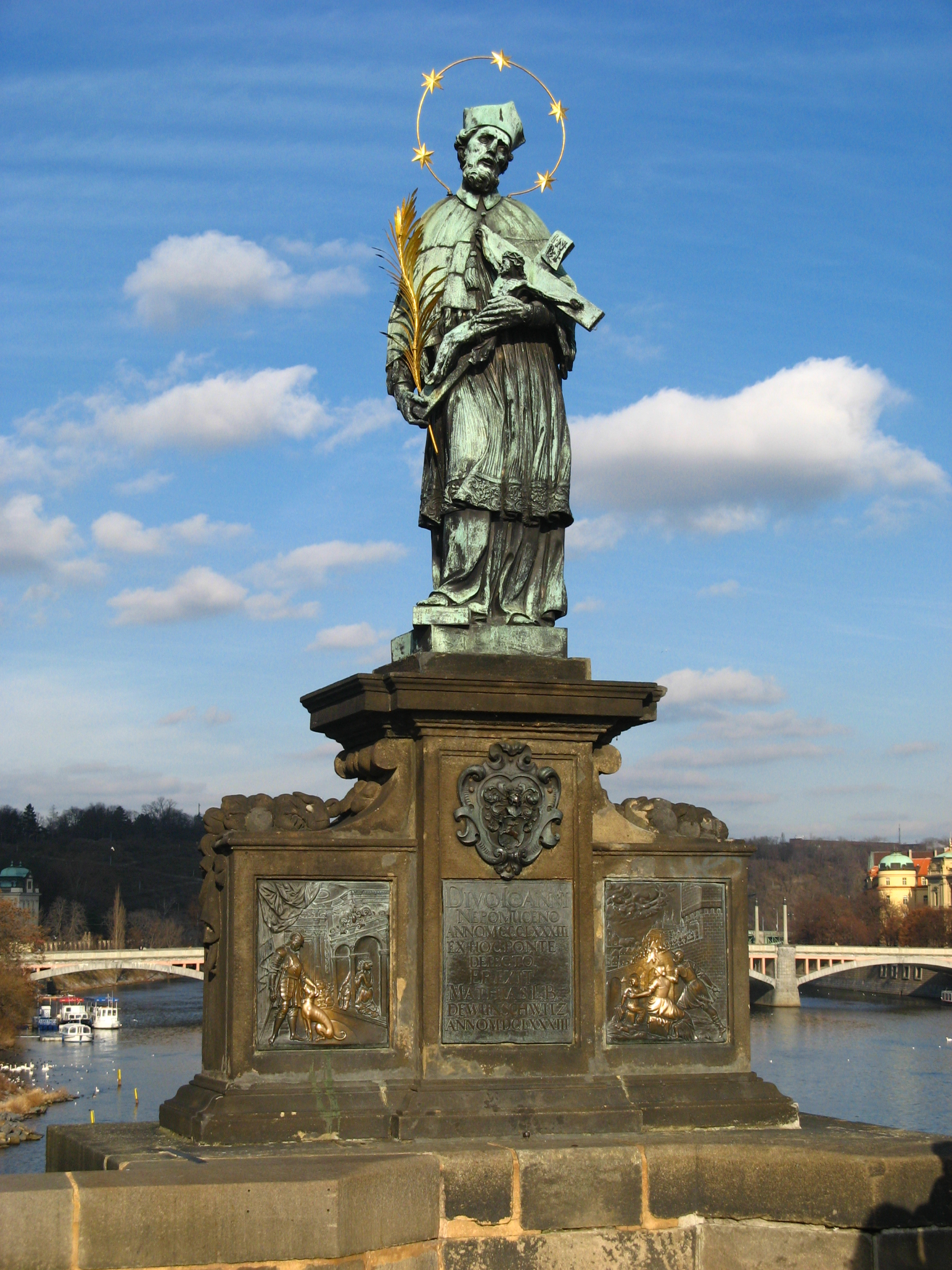
Nepomukstatue auf der Karlsbrücke in Prag von Johann Brokoff, 1683

Der seit Ende der 1960er Jahre nicht mehr kanonische römisch-katholische Festtag des heiligen Johannes Nepomuk war der 16. Mai. Im Zuge der Liturgiereformen des Zweiten Vatikanischen Konzils wurde Johannes Nepomuk aus dem römischen Generalkalender gestrichen, da seine der Kanonisierung zugrunde gelegte Lebensgeschichte unhistorisch ist. Als nichtgebotener Gedenktag wird der Tag im deutschen Sprachraum sowie in Tschechien und weiteren Regionalkalendern allerdings weiterhin begangen.

### Patronate

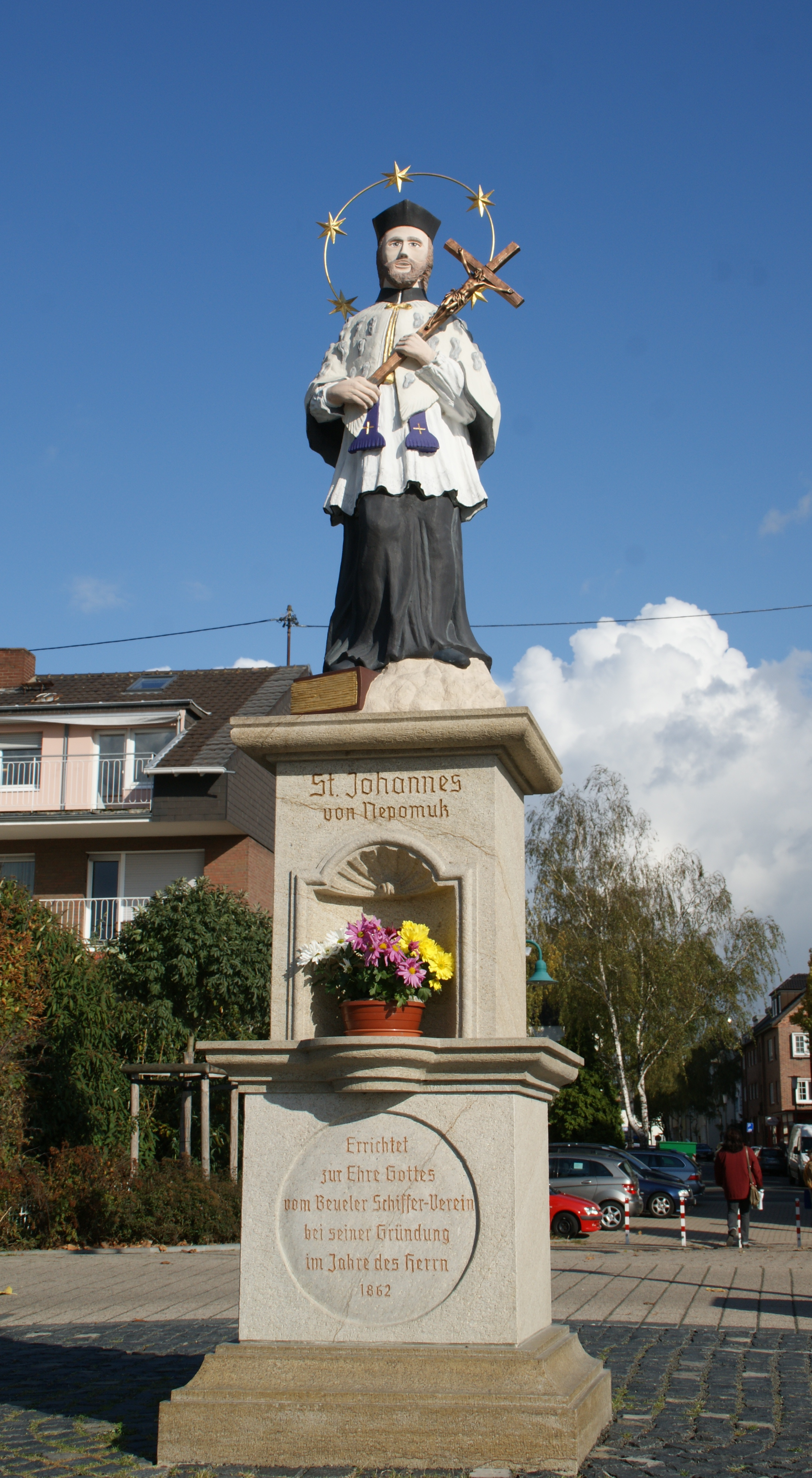
Nepomukstatue am Beueler Rheinufer

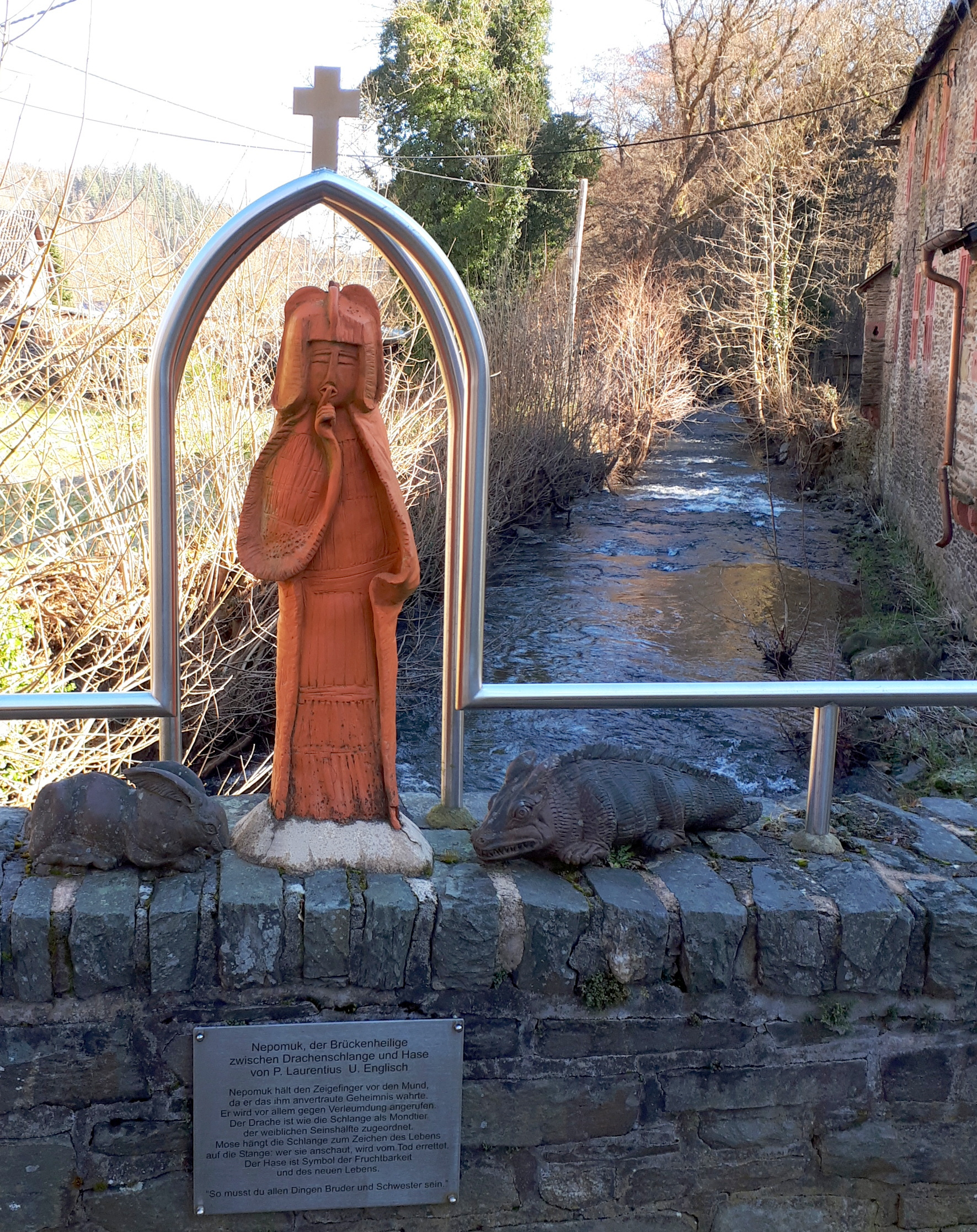
Nepomukstatue in Simonskall

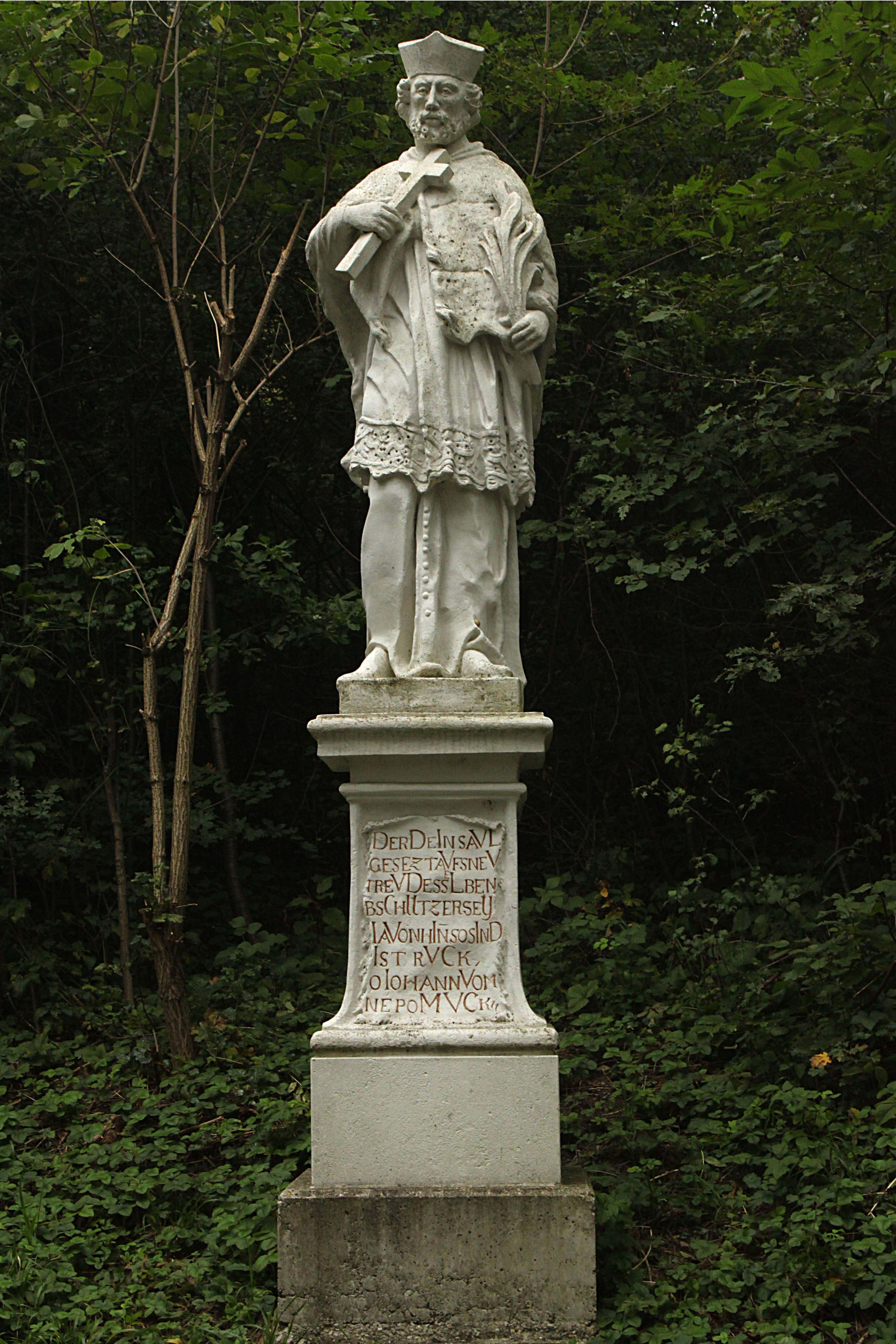
Nepomukstatue am Kahlenberg in Wien

Johannes Nepomuk wurde bald nach der Heiligsprechung zum zweiten Hauptpatron Böhmens (neben Wenzel), zum Landespatron Bayerns und Nebenpatron von Salzburg erwählt. Von Salzburg, wo die Verehrung ebenso wie in Böhmen auch schon vor der Heiligsprechung stark verbreitet war, übernahm sein Patrozinium die Diözese Seckau, wo er noch im Laufe des 18. Jahrhunderts den früheren Hauptpatron Rupert von Salzburg verdrängte. Er gilt neben dem heiligen Veit (Vitus) und weiteren Heiligen auch als Patron von Prag und ist einer der beliebtesten Heiligen der Stadt. Weiters ist er der Stadtpatron von Weiden bei Rechnitz und seit dem 2. Juli 1762 Stadtpatron von Heideck in der Diözese Eichstätt.
Er gilt als Schutzpatron
- der Beichtväter, Priester, Schiffer, Flößer und Müller,[25]
- des Beichtgeheimnisses,[12]
- der Brückenbauer und der Brücken.[23][26]

Seine Hilfe wird erbeten bei Wasser- und Reisegefahren, Zungenleiden sowie gegen Verleumdung und Gefährdungen der Ehre und Diskretion und als Helfer für Verschwiegenheit.
Weltweit ist er Patron zahlreicher Kirchen (siehe: Johannes-Nepomuk-Kirche). In Tschechien wird er auch als Patron der tschechischen Sprache angesehen.

### Brückenheiliger
Neben Kreuzen und Mariendarstellungen sind Skulpturen des heiligen Nepomuk in katholischen Gebieten Süddeutschlands, Böhmens, Mährens und Österreichs die am häufigsten außerhalb von Kirchenbauwerken in freier Landschaft anzutreffenden christlichen Steinfiguren. Sehr häufig stehen Statuen des Heiligen auf oder neben Brücken. Die bekannteste von ihnen, die 1683 von Johann Brokoff geschaffen wurde, befindet sich seit 1693 auf der Prager Karlsbrücke an der Stelle, wo der Heilige 300 Jahre zuvor in die Moldau gestürzt wurde. Das Bildnis entstand nach einem kleinen, 1681 gefertigten Gipsmodell von Mathias Rauchmiller zunächst als Holzmodell, das 1888 in der Prager Kirche St. Johannes von Nepomuk am Felsen aufgestellt wurde. Der Bronzeguss erfolgte zwischen 1683 und 1693 in Nürnberg bei Wolf Hieronymus Herold. Bronzene Reliefs links und rechts des Standsockels der Statue zeigen die Ermordung Johann Nepomuks sowie die legendäre Beichte der Königin.

### Ikonographie
Bildliche Darstellungen zeigen den heiligen Nepomuk meist als kurzbärtigen Kleriker mit einem Kreuz in einer Hand und bisweilen – als Zeichen der Verschwiegenheit – mit einer Hand oder dem Zeigefinger vor dem Mund. Gelegentlich wird ihm stattdessen ein Putto mit Schweigegestus hinzugefügt. Sein Heiligenschein zeigt fünf Sterne, die als die fünf Buchstaben des lateinischen Wortes tacui („ich habe geschwiegen“) gedeutet werden. Als Zeichen seines kirchlichen Ranges trägt er in der Regel ein halblanges Cape, die Mozetta, oder eine Almutia, meist aus Pelz (üblicherweise Feh oder Hermelinfell) oder aus Stoff. Weitere klerikale ikonographische Attribute sind Rochett oder Chorhemd und Soutane, das Birett und die Stola; außerdem wird er öfter mit einem Buch (als Gelehrtenattribut) oder einem Palmzweig (als Märtyrerattribut) dargestellt.
In Gruppendarstellungen ist er vor allem mit anderen heiligen Priestern zu sehen, besonders häufig mit dem heiligen Jesuiten Franz-Xaver, aber auch mit Karl Borromäus oder Antonius von Padua. Daneben wird er in Gruppen mit anderen böhmischen Landespatronen wie dem heiligen Iwan und dem heiligen Norbert von Xanten dargestellt. Außerdem sind Darstellungen geläufig, die ihn in Begleitung personifizierter Tugenden zeigen.
In der Volkskunst Böhmens, Süddeutschlands und Österreichs war die Darstellung der Nepomukszunge verbreitet, die als Symbol für die Verschwiegenheit des Märtyrers gilt. Sie wurde auch in Klosterarbeiten in Form eines roten Halbovals aus Wachs mit verschiedenen Verzierungen hergestellt. Kurios ist eine Darstellung aus Gersthofen bei Augsburg aus dem Jahre 1754, in der Nepomuk zusammen mit dem heiligen Antonius auftritt und beide ihre Zungen in der Hand halten. Bei Antonius ist sie allerdings kein Zeichen der Verschwiegenheit, sondern symbolisiert sein Predigttalent.

#### Heraldik
Die rote Zunge im stilisierten Heiligenschein mit fünf Sternen ist als Attribut für den Heiligen in der Heraldik eine symbolische Darstellungsform.

Wien-Brigittenau
Wien-Leopoldstadt
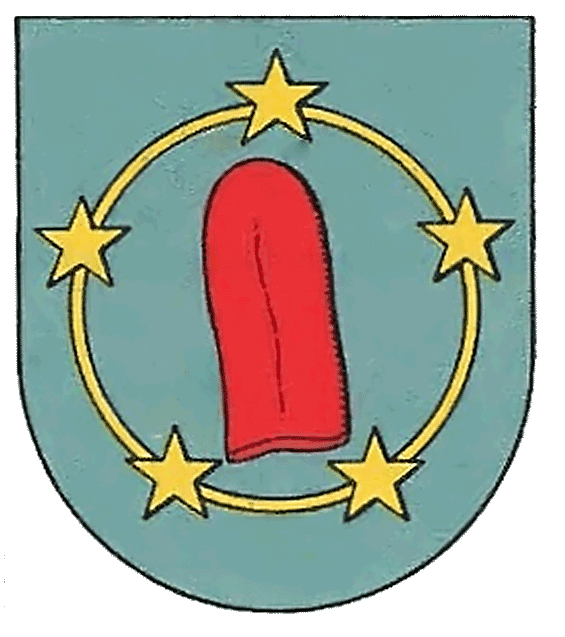
Wien-Zwischenbrücken

### Musik
- Il Martirio di San Giovanni Nepomuceno (Oratorium, 1732) von Nicola Antonio Porpora
- San Giovanni Nepomuceno  (Oratorium, Salzburg 1726) von Antonio Caldara
- Offertorium zu Ehren des Heiligen Johann von Nepomuk von Karl Ditters von Dittersdorf
- Nepomuk (Polka, 1995) von Franz Gerstbrein[32]
- Johannes-Nepomuk-Messe (2006) in G-Dur von Gerald Spitzner
- Nepomuk-Lied (2011) von Winfried Pilz[33]